# 願敬寺
願敬寺（がんきょうじ）は新潟県長岡市にある真宗大谷派の寺院。

## 近代
1906年（明治39年）、愛知医学専門学校（現名古屋大学医学部）の林直助がこの寺にツツガムシ病の研究所を置き、治療法の研究、患者の診療にあたった。